# Doopsgezinde Kerk (Utrecht)

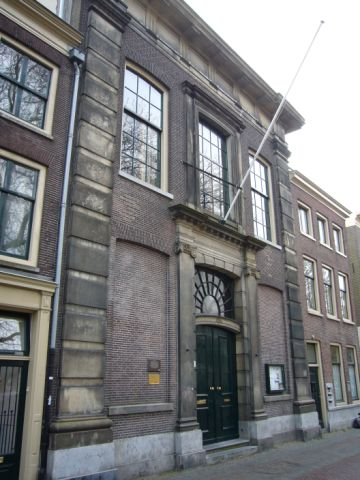
Fassade der Doopsgezinde kerk

Die Doopsgezinde Kerk (zu deutsch Taufgesinnte Kirche) ist eine mennonitische Kirche in der niederländischen Stadt Utrecht.

## Baugeschichte
Die Kirche an der Oudegracht stammt aus dem Jahr 1773. An gleicher Stelle stand zuvor die Brauerei De Witte Leeuw (Die weiße Löwin), von der vor allem die hinteren Giebel mit in das neue Gebäude übernommen wurden. Die Fassade wurde vollkommen neu gestaltet. Das Kircheninnere ist im Stile des Louis-seize ohne Kreuz oder bildliche Ausschmückungen gestaltet. Wie andere mennonitische Kirchen ist auch die Doopsgezinde Kerk als schlichte Predigtkirche mit einer zentralen Kanzel konzipiert worden. Die von der Orgelbauerei Christian Gottlieb Friedrich Witte im Stil des spätbarocken Rokoko entworfene Orgel stammt aus dem Jahr 1870. Die vor 1870 verwendete Orgel stammte noch von einer früheren Mennonitenkirche an der Jufferstraat und befindet sich heute in der Vredeskerk in Katwijk aan Zee. Die Gemeinde in Utrecht war die erste mennonitische Gemeinde in den Niederlanden, die eine Orgel in ihrer Kirche verwendete. Im Jahr 1922 wurde die Kirche für die Gemeindearbeit erweitert.
Die Doopsgezinde Kerk in Utrecht ist von außen nicht direkt als Kirche zu erkennen. Sie ist wie viele andere Kirchen der niederländischen Mennoniten, Remonstranten und Katholiken im 17. und 18. Jahrhundert als versteckte Kirche (niederländisch Schuilkerk) konzipiert worden. In den calvinistischen Niederlanden war damals die offene Ausübung des Gottesdienstes anderer Konfessionen noch verboten.

## Orgel
Die erste Orgel wurde 1765 erbaut; es handelte sich dabei um ein einmanualiges Instrument mit 10 Registern, welches durch Johann Heinrich Hartmann Bätz erbaut worden war. Diese Orgel wurde 1869 nach Katwijk am See verkauft. Die heutige Orgel wurde 1869 bis 1870 von dem Orgelbauer Christian Gottlieb Friedrich Witte erbaut. Im Laufe der Jahre wurde das Instrument mehrfach erweitert und umgearbeitet. Es hat heute 14 Register auf zwei Manualwerken und Pedal.
| I Hoofdwerk C–f3 |     |     |
| Bourdon          | 16′ |     |
| Prestant         | 8′  |     |
| Roerfluit        | 8′  |     |
| Octaaf           | 4′  |     |
| Roerfluit        | 4′  |     |
| Mixtuur II-IV    |     |     |
| Trompet (B,D)    | 8′  | (N) |

| II Bovenwerk C–f3 |       |     |
| Holpijp           | 8′    |     |
| Gamba             | 8′    |     |
| Prestant          | 4′    | (N) |
| Fluit             | 4′    |     |
| Nasard            | 1 ⁄3′ |     |
| Woudfluit         | 2′    | (N) |

| Pedaal C–d1 |     |
| Subbas      | 16′ |

- Koppeln: II/I, I/P, II/P.
- Anmerkung

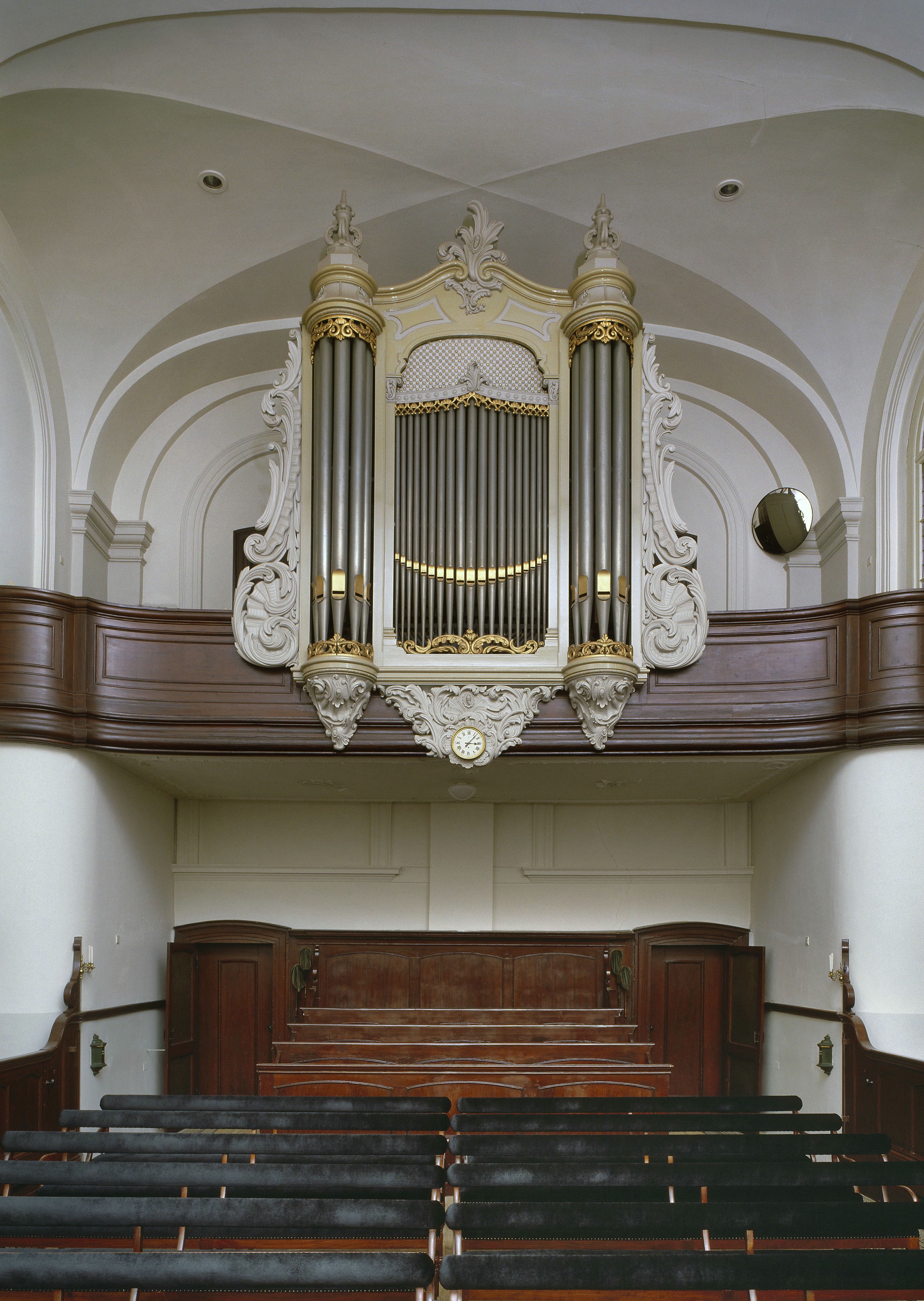
Blick auf die Orgel

(N) = Register nachträglich hinzugefügt (1964)

## Gemeinde
Die Utrechter Gemeinde gehört heute zur Algemene Doopsgezinde Sociëteit und umfasst etwa 230 getaufte Gemeindeglieder.